# Voor in 't Holt
Voor in 't Holt, voor in 't Holt of Voor in 't holt is een van oorsprong Nederlandse achternaam. De naam duidt op een bos waaruit hout gehaald werd of op een toponiem met het suffix -holt (holt, afgeleid uit het Germaanse hulta, is een oude vorm van het woord 'hout'). De combinatie van tussenvoegsels voor in 't is uniek. In de Nederlandse Familienamenbank van het Meertens Instituut zijn drie andere namen te vinden met drie voorzetsels: De van der Schueren, De die le Clerq en Van van de Vijver.

## Aantallen naamdragers

### Nederland
In Nederland kwam de naam in 2007 37 keer voor. De grootste concentratie woonde toen in de gemeente Borger-Odoorn met 0,0189% van de bevolking daar. 

### België
In België kwam de naam in 2008 niet voor.

## Nederlandse personen
- Chava voor in 't Holt (1985), actrice en regisseuse